# Yên Bằng
Yên Bằng là một xã cũ thuộc huyện Ý Yên, tỉnh Nam Định, Việt Nam.

## Địa lý - Hành chính
Là một xã nằm ở cực tây nam của huyện Ý Yên, phía đông giáp xã Yên Khang và Yên Tiến; phía bắc giáp xã Yên Hồng và Yên Quang; phía tây và nam giáp thành phố Hoa Lư.
Diện tích tự nhiên 10,75 km², dân số 9.245 người với 2.963 hộ (theo số liệu thống kê thẩm định nông thôn mới nâng cao năm 2022), xã Yên Bằng gồm 10 thôn (trước đây là 17 thôn sáp nhập lại theo Nghị quyết số 63/2021/NQ-HĐND ngày 02/12/2021 của Hội đồng nhân dân tỉnh Nam Định) gồm: Rinh Tần, Hưng Thịnh, Nhất Đoài (Nhất + Đoài cầu cổ), Nhì, Quyết Tiến 1 (Tam + Cuối) , Đông Biểu, Ninh Mật, Ngô Xá 1 (Ngô + Đông + Đoài ngô xá), Ngô Xá 2 (Lục + Chợ Ngò + Phận), Ngô Xá 3 (Trung Đồng + Tống Văn Trân).

## Giao thông
Xã Yên Bằng có hệ thống giao thông thuận tiện bao gồm đường bộ - sắt - thủy.
Yên Bằng có quốc lộ 10, cao tốc Cầu Giẽ - Ninh Bình, quốc lộ 38B (đoạn trùng quốc lộ 10), đường sắt Bắc - Nam và đường thủy nội địa trên sông đáy đi qua. Toàn bộ đường liên xã và liên thôn đã được trải nhựa hoặc bê tông hóa.
Hiện nay dự án đầu tư xây dựng tuyến đường nối từ đê tả Đáy đến đường 57B đang được triển khai với tổng chiều dài toàn tuyến là 7,21 km đi qua địa phận các xã Yên Hồng, Yên Tiến, Yên Bằng trong đó tuyến chính có chiều dài 5,576 km có điểm đầu giao với đê tả Đáy xã Yên Bằng điểm cuối giao với đường 57B xã Yên Tiến; tuyến nhánh dài 1,632 km có điểm đầu giao với tuyến chính tại Km3+123,8 điểm cuối tại Km 1+ 632 giao với đường trục xã Yên Bằng.
Phía tây và nam xã là sông Đáy ngăn cách với thành phố Ninh Bình, có 3 cầu nối Yên Bằng và thành phố Ninh Bình là cầu đường sắt Ninh Bình, cầu đường bộ Non Nước trên quốc lộ 10 và cầu Nam Bình nằm trên cao tốc Cầu Giẽ - Ninh Bình.

## Giáo dục
Yên Bằng đã xây dựng hệ thống trường học kiên cố từ bậc mầm non cho đến trung học cơ sở.

## Kinh tế
Kinh tế xã chủ yếu là hoạt động nông nghiệp nhưng trong những năm gần đây Yên Bằng cũng đang tập trung phát triển công nghiệp, tiểu thủ công nghiệp và dịch vụ. Hiện tại trên địa bàn xã đang triển khai xây dựng cụm công nghiệp Yên Bằng với quy mô 50 ha.
Theo quy hoạch thành lập thị trấn vào năm 2025, đến năm 2035 sẽ thành lập thị xã trên cơ sở 4 xã Yên Bằng, Yên Hồng, Yên Tiến và Yên Quang.